# 呼子港
呼子港（よぶここう）は、佐賀県唐津市呼子町にある地方港湾。港湾管理者は佐賀県。

## 概要
東松浦半島の北端に位置する港湾で、古くから玄界灘の漁業基地、周辺離島への中継点としての役割を担っていた。
古くは「壁島」と呼ばれた加部島が玄界灘の波浪の進入を防ぐ防波堤の役割を果たしており、天然の良港として知られる。奈良時代の地誌『肥前国風土記』には、大陸への出口を呼子港近くの「登望駅」としており、大陸へのルート上の港として位置づけられていた。1970年5月30日には避難港に指定されており、港内には避難泊地が設定されている。
2015年度の発着数は9,313隻（963,017総トン）、利用客数は502,958人（乗込人員251,599人、上陸人員251,359人）である。
一帯は2018年（平成30年）9月16日にみなとオアシスに登録していて、呼子台場みなとプラザを代表施設とするみなとオアシスよぶことして観光拠点ともなっている。

## 航路
2007年3月31日まで、九州郵船が呼子 - 印通寺（長崎県壱岐市石田町）航路を運航していたが、航路再編により佐賀県側の発着港が唐津東港へ変更された。

### 離島航路
小川島航路
- 呼子港 - 小川島

川口汽船が5往復（冬期平日は4往復）を運航、「そよかぜ」（58総トン、旅客定員95名）が就航。
加唐島航路
- 呼子港 - 加唐島

加唐島汽船が4往復を運航、「かから丸」（45総トン、旅客定員86名）が就航。
松島航路
- 呼子港 - 松島

新栄が3往復を運航、「新栄」（10総トン、旅客定員12名）が就航。
馬渡島航路
- 呼子港 - 名護屋 - 馬渡島

郵政丸が4往復を運航、「ゆうしょう」（57総トン、旅客定員85名）が就航。